# Bolek Polívka
Bolek Polívka (Vizovice, 1949. július 31.) cseh film- és színházi színész, pantomim, dramaturg és forgatókönyvíró. Több mint 40 filmben szerepelt.

## Karrierje
A hatvanas években tűnt fel először filmekben. 1971-ben szerepelt a Ladislav Smoček által rendezett "Podivné odpoledne dr. Zvonka Burkeho" ("Dr. Zvonek Burke különös délutánja") című színjátékban. 1993-ban alapította meg saját színházát. Ő az egyik legismertebb cseh művész, és több külföldi színházzal is dolgozik. Többször közreműködött Vladimír Sís és Věra Chytilová rendezőkkel is.
1997-ben megnyerte a Cseh Oroszlán-díjat az Elfelejtett fény (Zapomenuté svetlo) című filmben nyújtott szerepéért.
Két televíziós sorozatot is készített a Cseh Televíziónak.
Háromszor nősült, és hat gyereke van.

## Filmjei

### Forgatókönyvíróként
- A groteszk vadászat (1982)
- A bolond és a királynő (1988)
- Az örökség (1993)
- Kiűzetés a Paradicsomból (2001)

### Színészként
- Macskákat nem veszünk fel (1967)
- Elakadás (1982)
- A groteszk vadászat (1982)
- A bolond és a királynő (1988)
- És ülönk a fa tetején (1989)
- Általános iskola (1991)
- Az örökség (1993)
- Akkumulátor (1994)
- Az álom testvére (1995)
- Übü király (1996)
- Elfeledett fény (1996)
- Kuckók (1999)
- Élet mindenáron (2000)
- Vissza a természetbe! (2000)
- Kiűzetés a Paradicsomból (2001)
- Szökés Budára (2002)
- Pupendo – Irány a tenger! (2003)
- Bolero (2004)
- Valami boldogság (2005)
- Szép pillanatok (2006)
- Báthory – A legenda másik arca (2008)
- A férfi mind remél (2011)
- Házi gondozás (2015)
- Szentivánéji koszorú (2015)
- A papa Volgája (2018)
- Nők, ha futnak (2019)
- Gump – A kutya, aki megtanította az embereket élni (2021)